# Championnat de Tchécoslovaquie de football 1938-1939
Navigation
Saison précédente Saison suivante
La saison 1938-1939 du Championnat de Tchécoslovaquie de football est la 15e édition du championnat de première division en Tchécoslovaquie. Les douze meilleurs clubs du pays se retrouvent au sein d'une poule unique, la First League, où les formations s'affrontent deux fois, à domicile et à l'extérieur.
Cette saison a été marquée par l'invasion du pays par les forces nazies, le 1er mars 1939. Cet événement a eu deux conséquences sur le déroulement de la I. Liga : l'ensemble des clubs slovaques sont exclus de la présente saison et la scission de la Tchécoslovaquie entre la Bohême-Moravie et la République slovaque entraîne la création de deux championnats distincts. Ainsi, le 1. CsSK Bratislava, seul club slovaque de l'élite, est exclu en mars 1939, et participe donc à une compétition raccourcie avec d'autres clubs de République slovaque, le Championnat de République slovaque.
C'est le club de l'AC Sparta Prague, tenant du titre, qui termine à nouveau en tête du classement du championnat, avec un seul point d'avance sur le SK Slavia Prague et quatre sur le SK Pardubice. C'est le 6e titre de champion de Tchécoslovaquie de l'histoire du club.

## Les clubs participants
| - SK Kladno - SK Slezska Ostrava - SK Liben - Promu de II. Liga - SK Zidenice - SK Plzen - SK Pardubice | - FK Viktoria Zizkov - 1. CsSK Bratislava - SK Slavia Prague - AC Sparta Prague - SK Baťa Zlín - Promu de II. Liga - SK Nachod |

## Compétition

### Classement
Le barème utilisé pour établir le classement est le suivant :
- Victoire : 2 points
- Match nul : 1 point
- Défaite : 0 point

| Rang | Équipe                   | Pts | J  | G  | N | P  | Bp | Bc | Diff |
| ---- | ------------------------ | --- | -- | -- | - | -- | -- | -- | ---- |
| 1    | AC Sparta Prague (T)     | 32  | 20 | 15 | 2 | 3  | 85 | 30 | +55  |
| 2    | SK Slavia Prague         | 31  | 20 | 15 | 1 | 4  | 86 | 30 | +56  |
| 3    | SK Pardubice             | 28  | 20 | 13 | 2 | 5  | 50 | 34 | +16  |
| 4    | SK Plzen                 | 22  | 20 | 9  | 4 | 7  | 53 | 53 | 0    |
| 5    | SK Baťa Zlín (P)         | 21  | 20 | 9  | 3 | 8  | 50 | 52 | -2   |
| 6    | SK Zidenice              | 18  | 20 | 6  | 6 | 8  | 33 | 41 | -8   |
| 7    | SK Slezska Ostrava       | 18  | 20 | 7  | 4 | 9  | 29 | 39 | -10  |
| 8    | FK Viktoria Žižkov       | 17  | 20 | 7  | 3 | 10 | 56 | 60 | -4   |
| 9    | SK Kladno                | 13  | 20 | 5  | 3 | 12 | 35 | 75 | -40  |
| 10   | SK Náchod                | 12  | 20 | 5  | 2 | 13 | 37 | 56 | -19  |
| 11   | SK Liben (P)             | 8   | 20 | 3  | 2 | 15 | 31 | 75 | -44  |
|      | 1. CsSK Bratislava exclu |     |    |    |   |    |    |    |      |

|  | Qualification pour la Coupe Mitropa 1939             |
|  | Relégation en deuxième division                      |
|  | (T) Tenant du titre (P) : Promu de deuxième division |

## Bilan de la saison
| Championnat de Tchécoslovaquie de football 1938-1939 |                             |
| Champion                                             | AC Sparta Prague (6e titre) |
| Coupes et trophées                                   |                             |
| Vainqueur de la Coupe de Tchécoslovaquie 1938-1939   | Non disputée                |
| Qualifications continentales                         |                             |
| Coupe Mitropa 1939                                   | AC Sparta Prague            |
| Coupe Mitropa 1939                                   | SK Slavia Prague            |
| Promotions et relégations                            |                             |
| Promus en I. Liga                                    | FC Viktoria Plzen           |
| Promus en I. Liga                                    | SK Prostejov                |
| Relégués en II. Liga                                 | SK Liben                    |